# Fire Tripper
Fire Tripper (|炎トリッパー|Honoo Torippā) je kratki anime OVA film koji se temelji na kratkoj manga priči koju je 1983. napisala Rumiko Takahashi. U Sjevernoj Americi, objavljen je na VHS-u od Central Park Media u sklopu serije "Rumic World" (koje su uključivale i OVE Laughing Target, Maris the Chojo i Mermaid Forest). Ljubitelji InuYashe su primijetili sličnosti s Fire Tripperom, jer oboje sadrže japansku srednjoškolku koja se čarolijom prebaci u 16. stoljeće te se zaljubi u grubog, ali i dragog dječaka koji ju štiti tijekom japanskog razdoblja "zaraćenih država".

## Sažetak
Suzuko je normalna japanska srednjoškolka koja ima neobično sjećanje da je nekoć bila zarobljena u zapaljenoj kući dok je bila dijete. Jednog dana, dok je pratila Shuheija, dijete njenog susjeda kojemu je odstranjeno slijepo crijevo, dogodi se velika eksplozija. Kada se Suzuko probudi, pronađe se u Japanu 16. stoljeća, dok je još trajao građanski rat, okružena leševima. Neki ju muškarci nađu na polju i odluče silovati. Ipak, mladić Shukumaru ju spasi te odvede u svoje selo. Kada stignu, Shukumaru daje svojoj maloj sestri, Suzu, zvonce. Također tvrdi da će se oženiti za Suzuko. Ona otkiva Shuheijevu majicu te zaključi da je i on silom prilika putovao u vrijeme s njom. Pokuša ga naći, ali bez uspjeha. 
Seljaci zadirkuju Shukumarua jer još nije spavao sa Suzuko, te se on jako uvrijedi. Jedne noći se napije i otiđe u njenu kolibu, ali samo zaspi. Suzuko ubrzo shvati da je ona zapravo mala djevojka u sleu, Suzu, te da se rodila tijekom Shukumaruvog vremena. Zabrinuta je jer se zaljubila u njega, ali bi to otpalo ako u srodstvu. Kada je selo zapaljeno, vidi sebe kao dijete kako nestaje u budućnost, gdje će biti usvojena i odgojena kao moderna djevojka. Vođa klana koji napada selo napadne i Shukumarua, a Suzuko ga spasi tako što nestane s njim u budućnost, gdje shvati da joj vatra omogućava da putuje kroz vrijeme.  
Natrag u sadašnjem Japanu, Suzuko odvede Shukumarua u svoj dom kako bi se pobrinula za njegove rane te primijeti da ima identičan ožiljak na trbuhu kao i Shuhei od svoje operacije slijepog crijeva. Suzuko shvati da je Shukumaru ustvari Shuhei, te da se vjerojatno odvojio od nje dok su putovali kroz vrijeme ranije. Shukumaru je Shuhei iz sadašnjosti, te je pronađen i odgojen u prošlosti od početka, te stoga nije njen brat. Suzuko se ipak ne osjeća krivom zbog toga što se dogodilo Shukumaru kada joj on kaže kako je uživao u životu u prošlosti.  Suzuko i Shukumaru iskoriste istu eksploziju na početku kako bi se opet vratili u Japan u 16. stoljeću. Priča završava kada Shukumaru objavi da moraju ići na svadbu.

## Glasovne uloge
- Sumi Shimamoto - Suzuko
- Yuu Mizushima - Shukomaru
- Mayumi Tanaka - Shu
- Akiko Tsuboi - Suzukina majka

## Vanjske poveznice
- Fire Tripper na Anime News Network
- Furinkan.com page on Fire Tripper  Arhivirana inačica izvorne stranice od 12. prosinca 2013. (Wayback Machine)
- Fire Tripper u internetskoj bazi filmova IMDb-a